# Афанасьев, Александр Михайлович (учёный)
Алекса́ндр Миха́йлович Афана́сьев (8 июня 1938 года, Мнёвники, Московская область — 10 августа 2010) — российский советский физик. Доктор физико-математических наук, член-корреспондент Академии наук СССР (с 1984 года, член-корреспондент РАН с 1991).

## Биография
Окончил факультет теоретической ядерной физики Московского инженерно-физического института в 1960 году и аспирантуру Института атомной энергии им И. В. Курчатова в 1963 году. В 1965 году защитил кандидатскую диссертацию «Теория сверхтонкой структуры мёссбауэровской линии», в 1971 — докторскую диссертацию «Теория динамического взаимодействия излучения с веществом».
С 1963 по 1989 год работал в Курчатовском институте атомной энергии. С 1989 года — заведующий Лабораторией физики поверхности и микроэлектронных структур в Физико-технологическом институте РАН.
Похоронен в Москве на Троекуровском кладбище.

## Награды
- Государственная премия СССР (1976)